# William Lawson Russell
William Lawson Russell (Newhaven, 19 de agosto de 1910 – Oak Ridge, Tennessee, 23 de julho de 2003) foi um geneticista britânico.